# Anne-Catherine Goffinet
Pour les articles homonymes, voir Goffinet.
Anne-Catherine Goffinet, née le 4 janvier 1978 à Woluwe-Saint-Lambert est une femme politique wallonne, membre du parti centriste Les Engagés.
Elle dispose d'une agrégation; licenciée en Sciences de gestion (2000 – UCLouvain); GAS en management en beleid in de gezondheidzorg; reconnue comme réviseur d’entreprises (2010).

## Sa carrière politique
- 2000 - 2006 et 2019- : conseillère communale à Arlon
- 2007 - 2018 : échevin des Finances, de l'Urbanisme et du Tourisme à Arlon
- 2009 - 2014 : députée wallonne et députée à la Communauté française
- 2018 - 2019 : 4e échevin d'Arlon
- 2019 - 2024 : députée wallonne, de la Communauté française et Sénatrice

## Décoration
- Chevalier de l'ordre de Léopold (2024)[1]